# Lagarfljót

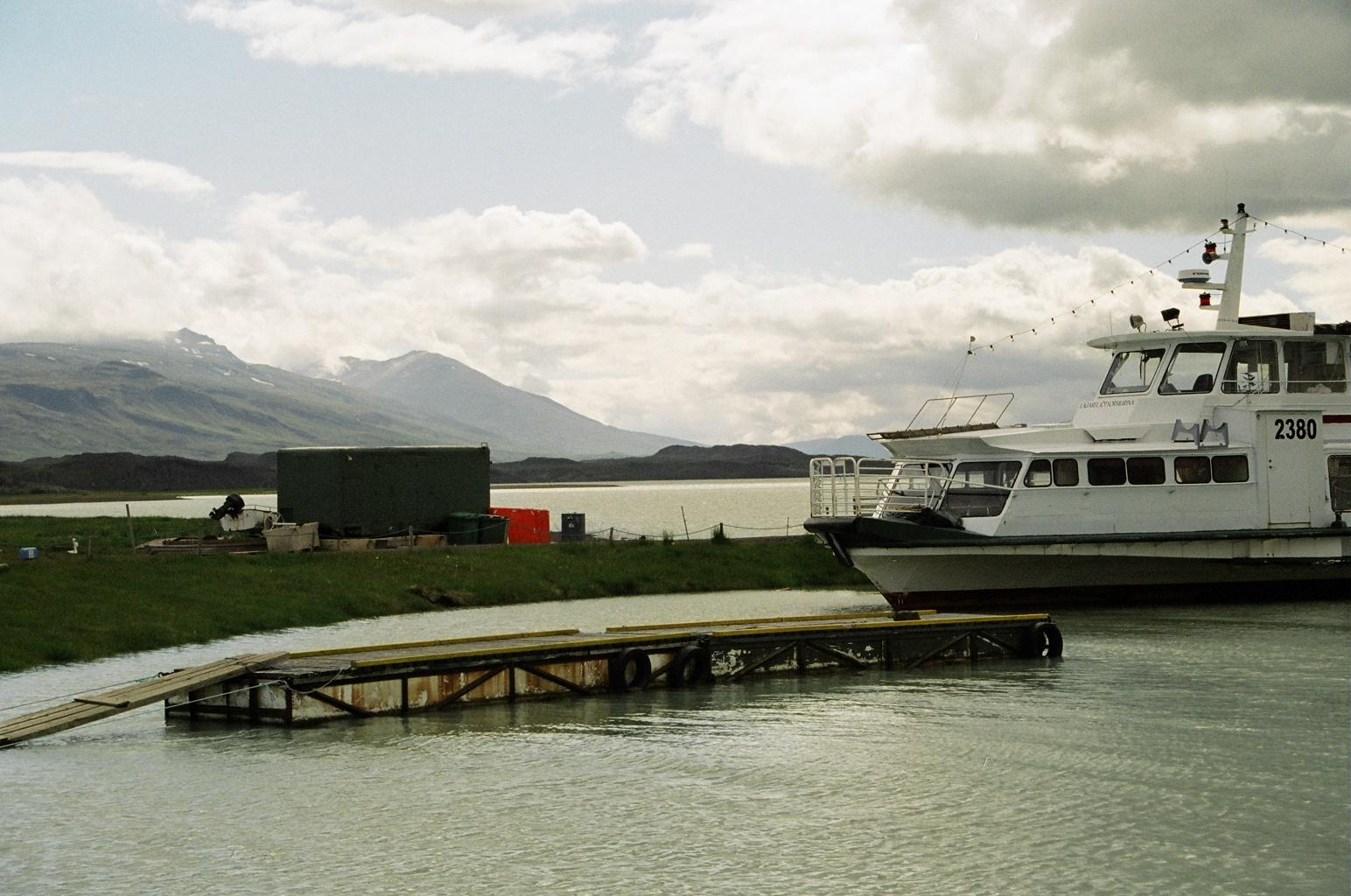
Der See mit Ausflugsboot Ormurinn

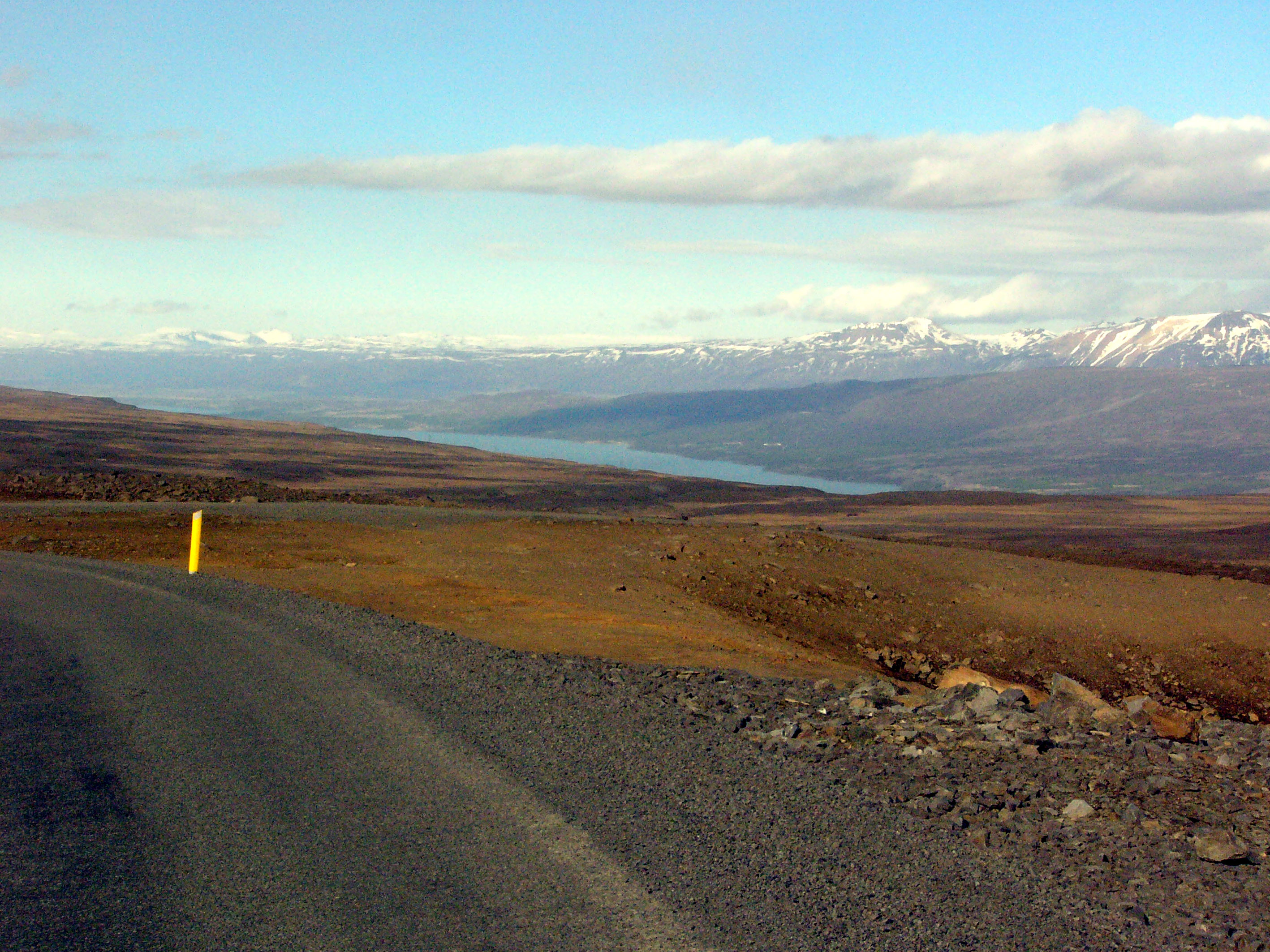
See Lagarfjljót von der Passstraße zum Kárahnjúkar

Lagarfljót ist ein See und ein Fluss im Osten Islands bei Egilsstaðir in der Gemeinde Fljótsdalshérað.

## See
Der See Lagarfljót oder auch Lögurinn hat eine Fläche von 53 km², er ist etwa 35 km lang, bis zu 2,5 km breit und bis zu 112 m tief.
Der Fluss Jökulsá í Fljótsdal ist vom Süden der größte Zufluss.
Etwa dort, wo die Kelduá in die Jökulsá mündet, ist auch der Abfluss aus dem Kárahnjúkar-Kraftwerk, das zusätzlich das Wasser aus der Jökulsá á Brú hierher leitet. Über 20 weitere Flüsse münden in den See.
Östlich des Sees befindet sich der größte Wald Islands, der Hallormsstaðaskógur, westlich die Wasserfälle Hengifoss und Litlanesfoss.
Ähnlich dem schottischen Loch Ness wird auch hier von einem Seeungeheuer, dem Lagarfljótwurm, erzählt, der in den Tiefen des Sees hausen soll. Die Straße Upphéraðsvegur  umrundet fast den ganzen See. Im Sommer wurde ein Ausflugsboot Lagarfljótsormurinn betrieben, das nach dem Ungeheuer benannt ist. Seit mindestens Ende 2011 liegt dieses ungenutzt am Strand bei der Brücke zwischen Egilsstaðir und Fellabær.

## Fluss
Der Fluss, der den See verlässt, trägt ebenfalls den Namen Lagarfljót. Bei Egilsstaðir führt eine 1958 errichtete, über 300 Meter lange Brücke des heutigen Hringvegur über den Fluss. Sie war bis zur Vollendung der Ringstraße die längste Brücke in Island. Ihre Vorgängerin datierte aus dem Jahre 1905 und stellte für die damalige Zeit eine beachtliche technische Leistung dar.
Der Lagarfljót fließt weiter nach Norden, um sich knapp vor der Mündung mit dem Fluss Jökulsá á Brú (auch Jökulsá á Dal) zu vereinen und in der Bucht Héraðsflói in die Grönlandsee zu münden. Auf dem Weg gab es den Lagarfoss, einen Wasserfall. Von ihm sind nur noch Stromschnellen übrig, da die überwiegende Menge des Wassers in einem Kraftwerk genutzt wird.

## Ökosystem
Das 2007 in Betrieb genommene Kárahnjúkar-Kraftwerk hat das Ökosystem des Lagarfljót schwer beeinträchtigt. Da geschiebereiches, trübes Wasser des Gletscherflusses Jökulsá á Brú seither in den Lagarfljót umgeleitet wird, kann das Licht größere Tiefen im früher klareren Gewässer nicht mehr erreichen, was die Photosynthese stört und damit auch die Nahrungsgrundlage für die Fische reduziert. 2011 hat das isländische Institut für Süsswasserfischerei berichtet, dass sich die Sichttiefe bei Egilsstaðir von 60 cm vor dem Bau des Kraftwerks auf 17 cm reduziert habe. Im Lagarfljót seien nicht nur weniger, sondern auch viel kleinere Fische zu finden als früher. Der isländische Schriftsteller und Umweltschützer Andri Snær Magnason, der 2006 in seinem Buch Draumalandið („Traumland“) vor den Folgen des Kraftwerkbaus gewarnt hatte, schrieb 2013, Lagarfljót sei „tot“.